# Flughafen Georgetown

i7
i11
i13
Der Flughafen Georgetown (englisch Cheddi Jagan International Airport (CJIA), IATA-Code: GEO, ICAO-Code: SYCJ) ist neben dem Ogle-Flughafen der einzige internationale Verkehrsflughafen des südamerikanischen Staates Guyana. Er befindet sich etwa 41 km südlich von der Hauptstadt Georgetown in der Region Demerara-Mahaica.

## Geschichte
Der Flughafen hieß zunächst Atkinson Aerodrom und wurde 1969 in Timehri International Airport umbenannt. Im Jahr 1997 wurde der Flughafen wiederum nach dem ehemaligen Präsidenten Guyanas, Cheddi Jagan, benannt.
2011 wurde der Ausbau des Flughafens durch die China Harbour Engineering Company beschlossen, um die Abfertigung größerer Flugzeuge, etwa Boeing 777 oder Boeing 787, an dem Flughafen zu ermöglichen. Nach vielen Verzögerungen, unter anderem wegen der Corona-Pandemie wurden die Arbeiten am Flughafen schließlich im Juni 2022 beendet. Die vorher auf 9 Mio. US-Dollar geschätzten Kosten für den Ausbau betrugen am Ende 15 Mio. US-Dollar.

## Fluggesellschaften und Ziele
Mit Stand April 2016 nutzen die folgenden acht Fluggesellschaften den Flughafen:
- American Airlines
- Amerijet International  (Frachtfluggesellschaft)
- Caribbean Airlines
- Copa Airlines
- DHL Aviation (Frachtfluggesellschaft)
- Dynamic Airways
- Fly Jamaica Airways
- Insel Air
- Insel Air Aruba
- Surinam Airways

Auf Langstrecke werden Miami, Toronto und New York City sowie saisonal Orlando (Florida) angeflogen.

## Zwischenfälle
- Am frühen Morgen des 30. Juli 2011 überschoss eine Boeing 737-800 der Caribbean Airlines auf dem Flug 523 von New York nach Georgetown, Guayana mit 163 Personen an Bord bei der Landung in Georgetown die Landebahn. Die Maschine zerbrach dabei in zwei Teile, wobei alle Passagiere überlebten und es nur einzelne Verletzte gab.[3]
- Am 9. November 2018 stieß eine Boeing 757 der Fly Jamaica nach einer Notlandung wegen Problemen mit der Hydraulik ebenfalls gegen Sandhindernisse am Ende der Landebahn. Sechs Personen wurden verletzt, das Flugzeug wurde beschädigt.[4]